# Římskokatolická farnost Hoštice (u Tábora)
Římskokatolická farnost Hoštice je zaniklým územním společenstvím římských katolíků v rámci táborského vikariátu Českobudějovické diecéze.

## O farnosti

### Historie
V Hošticích již v roce 1384 existovala plebánie, ta však později zanikla. V roce 1677 zde vznikla administratura a z té byla v roce 1779 byla zřízena samostatná farnost. Farní kostel byl původně zasvěcen Narození Panny Marie, v roce 1718 bylo zasvěcení změněno ke cti Neposkvrněného početí Panny Marie (což je jeden z dokladů úcty k neposkvrněnému početí Panny Marie už dlouho předtím, než byla tato nauka katolickou církví dogmatizována, k vyhlášení dogmatu došlo až v roce 1854).

#### Přehled duchovních správců
- 1903–1909 R.D. František Teplý (farář)
- 2007–2011 R.D. Jan Kuník (administrátor ex currendo z Chotovin)
- 2011–2019 R.D. Vladimír Koranda (administrátor ex currendo z Chotovin)[1]

### Současnost
Dnem 31.12.2019 farnost zanikla. Jejím právním nástupcem je od 1. ledna 2020 římskokatolická farnost Chotoviny.
| Fotografie | Kostel                                   | Místo    | Bohoslužba             | Bohoslužba             | Poznámka                      |
| ---------- | ---------------------------------------- | -------- | ---------------------- | ---------------------- | ----------------------------- |
|            | Kostel Neposkvrněného Početí Panny Marie | Hoštice  | sobota (sudá)          | 17.30                  | filiální, bývalý farní kostel |
|            | Kaple                                    | Nasavrky | neslouží se pravidelně | neslouží se pravidelně | obecní kaple                  |